# (11809) Shinnaka
(11809) Shinnaka est un astéroïde de la ceinture principale.

## Description
(11809) Shinnaka est un astéroïde de la ceinture principale. Il fut découvert le 2 mars 1981 à l'observatoire de Siding Spring par Schelte J. Bus. Il présente une orbite caractérisée par un demi-grand axe de 2,26 UA, une excentricité de 0,06 et une inclinaison de 4,7° par rapport à l'écliptique.